# Арсенал Нижегородского кремля
Арсенал Нижегородского кремля — памятник градостроительства и архитектуры федерального значения в Нижнем Новгороде. Здание построено в 1841—1843 годах, по указу императора Николая I.              
Корпус Арсенала, выстроенный в период перепланировки города первой половины XIX века, входит в архитектурный ансамбль Нижегородского кремля. Изначально фиксировал юго-восточную сторону обширной Соборной площади. Является одним из лучших образцов русского классицизма в архитектуре Нижнего Новгорода.
В течение долгого периода Арсенал использовался как склад военного имущества. В 2003 году здание было передано нижегородскому филиалу Государственного центра современного искусства. В течение 2009—2014 годов памятник был отреставрирован и приспособлен под музейное использование.
С 2020 года является филиалом Государственного музея изобразительных искусств имени А. С. Пушкина.

## История
По указу императора Николая I от 1836 года в Нижнем Новгороде проходили градостроительные мероприятия, направленные на коренное переустройство города в канонах русского классицизма. В 1830-е — 1840-е годы в период этих мероприятий проходила реконструкция северо-восточной части Нижегородского кремля, в рамках которой в 1841—1843 годах было выстроено здание Арсенала «для хранения оружия и мундирных и аммуничных вещей для запасных войск 6-го пехотного корпуса». Проект здания, разработанный в военном ведомстве в Санкт-Петербурге, был утверждён высочайшим указом 30 апреля 1837 года. Как прототип были взяты столичные постройки казарм и складов, отличавшиеся монументальностью.
Впервые арсенал отражён на фиксационном плане города 1853 года, где видно, что его главный фасад был обращён в сторону утраченного ныне Спасо-Преображенского собора, а сам корпус фланкировал западную сторону обширной Соборной площади. Архитектурное решение Арсенала было привязано к архитектуре собора и построек губернаторского дома (флигелей и сегодня утраченной гауптвахты). Таким образом, Арсенал выступал составным элементом крупного классицистического ансамбля, сформировавшегося в 1830-х — 1840-х годах.
Практически на всём протяжении своего существования Арсенал использовался как склад военного имущества. В 2003 году здание было передано Нижегородскому филиалу ФГУК «Государственный центр современного искусства». Московскими архитекторами Е. В. Ассом и Г. Айказяном была разработана концепция реконструкции здания и пространства перед ним. Проект поэтапного приспособления Арсенала для современного использования был выполнен в 2009—2014 годах (ЗАО «СМУ-77»), после чего здание приобрело новую экспозиционную функцию. Реставрация проходила в три этапа:
- Первый этап: восстановительные работы повышенной сложности, противоаварийные работы по укреплению фундаментов, укрепление стен и сводов;
- Второй этап: археологические исследования, в ходе которых были обнаружены остатки деревянных стен кремля и построенных рядом зданий;
- Третий этап: реставрационные работы, инъектирование стен и сводов, восстановление по историческим образцам стропильной системы, перил, оконных переплётов, полов.

С 2011 года в Арсенале постоянно проходят выставки современного искусства, общественные обсуждения, лекции и концерты.

## Архитектура
Здание расположено в центральной части кремля, примыкает к кремлёвской стене XVI века между Дмитриевской и Пороховой башнями. Главный западный фасад обращён в сторону внутренней территории кремля. Корпус представляет собой сильно вытянутый вдоль кремлёвской стены объём с тремя ярко выраженными ризалитами. Здание кирпичное, двухэтажное, без подвала, на невысоком каменном цоколе. По первому этажу вплотную примыкает к кремлёвской стене и её арочные проёмы входят в общее внутреннее пространство здания, а восточная стена по второму этажу полностью опирается на верхнюю площадку кремлёвской стены. Здание не просматривается со стороны площади Минина и Пожарского, и тем самым не нарушает архитектурно-пространственную композицию кремлёвских стен и башен. 
В архитектурном плане Арсенал представляет собой один из лучших образцов русского классицизма в Нижнем Новгороде, сохранивший первоначальный облик с величественной и стройной симметричной композицией главного фасада, основанной на чётком ритме крупномасштабных элементов. Здание оштукатурено, глухой цоколь облицован белокаменными блоками. Монументальность фасадов выражена в приёме чередования одинаковых двухъярусных арочных ниш с широкими простенками и строгом симметричном построении. Главный фасад в 23 световые оси акцентирован тремя ризалитами, которые отмечают входы в здание. По горизонтали корпус разделён междуэтажным поясом. Оконные проёмы первого этажа прямоугольные; второго — полуциркулярные, отмеченные классицистическими архивольтами и замковыми камнями. 
Центральный ризалит, выделенный угловым рустом, имеет наибольший декор: триглифный фриз, дверной портал с сандриком, карниз большого выноса с модульонами и ступенчатым парапетом. Фасады боковых ризалитов отмечены центральным порталом входа и треугольным фронтоном. Восточная стена корпуса над кремлёвской стеной представляет собой протяжённый ряд небольших полуциркулярных оконных проёмов, над которыми расположен уникальный для классицизма фриз, образованный выступающими из плоскости стены треугольными элементами.